# 277
El año 277 (CCLXXVII) fue un año común comenzado en lunes del calendario juliano, en vigor en aquella fecha.
En el Imperio romano el año fue nombrado como el del consulado de Probo y Paulino o, menos comúnmente, como el 1030 Ab urbe condita, siendo su denominación como 277 posterior, de la Edad Media, al establecerse el Anno Domini.

## Acontecimientos
- El emperador romano Probo expulsa a los francos y alamanes de la Galia. Sus victorias hacen que la tropa le dé el título de Gótico.
- Probo reorganiza las defensas en el limes del Rin.